# Хохлатка Маршалла
Хохлатка Маршалла (лат. Corydalis marschalliana) — вид травянистых растений рода Хохлатка (Corydalis) подсемейства Дымянковые (Fumarioideae) семейства Маковые (Papaveraceae).
Таксон получил свой видовой эпитет в честь немецкого ботаника на российской службе Фридриха Августа Маршалла фон Биберштейна.

## Ареал и экология
Ареал охватывает юго-восточную Европу, Балканы, Кавказ, Малую Азию и Иран. На территории бывшего СССР встречается в Европейской части, в Крыму, в Предкавказье, западном и восточном Закавказье. Геофит, эфемероид, сциофит, мезофит, сильвант. Обычные места произрастания — леса, поляны, опушки, среди кустарников.

## Ботаническое описание
Многолетнее травянистое поликарпическое клубневое растение. Корневая система представлена эфемерными придаточными корнями. Клубень яйцевидный, шаровидный или сплюснуто-шаровидный, без покровов, до 1,5 см, залегает на глубине 8—15 см. У молодых растений клубень плотный, у виргинильных и генеративных растений — полый. Стебель 10—40 см высотой, округлый, прямостоячий, в верхней части с 2 листьями. Чешуевидного листа на уровне почвы нет. Листья зелёные, на длинных черешках (10—14 см), широкие, дважды тройчаторассечённые, с продолговато-эллиптическими или обратнояйцевидными сегментами, из которых средний в основном сплошной, боковые чаще 2-раздельные. Срединная доля листовой пластинки крупная, цельная, продолговато-удлиненная, закруглённая, реже заострённая. Боковые доли обычно делятся на большую внутреннюю и более мелкие наружные дольки.
Соцветие — рыхлая, цилиндрическая, многоцветковая кисть. Прицветники зелёные, цельные, продолговатые или яйцевидные, острые, в 2—3 раза длиннее цветоножки. Чашелистики заметные, до 0,7 мм длиной, плёнчатые, зубчатые. Окраска венчика бледно жёлтая, серно-желтая, желтовато-белая, жёлтая, редко встречаются особи с розовыми наружными и желтыми внутренними лепестками. Венчик 22—25 мм длиной, верхний лепесток с большой выемкой на верхушке, нижний с малозаметным бугорком у основания; шпорка довольно широкая, тупая, прямая, на верхушке немного согнутая вниз. Рыльце дисковидное, по краю мелкобородавчато-городчатое. Коробочка отклонена или повислая, эллиптически-продолговатая, острая, 15—20 мм длиной, с длинным столбиком. Семена расположены в два ряда. Семя чёрное, блестящее, с плёнчатым, лентовидным, прижатым придатком, киль 3 мм диаметром. Цветёт в апреле—мае.

## Синонимы
- Bulbocapnos marschalliana (Pall. ex Willd.) Bernh.
- Corydalis bulbosa subsp. marschalliana (Pall. ex Willd.) Chater
- Corydalis cava subsp. marschalliana (Pall. ex Willd.) Hayek
- Fumaria marschalliana Pall., nom. nud.
- Fumaria marschalliana Pall. ex Willd.basionym
- Pistolochia bulbosa subsp. marschalliana (Pall. ex Willd.) Soják
- Pistolochia marschalliana (Pall. ex Willd.) Holub

### Комментарии
1. 1 2 3  Абзац содержит текст статьи Соколовой Е. И., распространяемый под лицензией CC BY 4.0 Архивная копия от 16 октября 2017 на Wayback Machine